# Радужное озеро
Радужное озеро, Радунка, Радуга (укр. Райдужне, Радунка, Райдуга) — озеро в Днепровском районе города Киева.
Длина около 3 км, ширина — до 600 м, площадь водной поверхности — 2 км². Находится на территории бывшей Воскресенской слободки, между Радужным массивом и дачным поселком «Русановские сады».
С востока к озеру примыкает улица Радужная, с запада — пути Северного железнодорожного полукольца с остановочной платформой Троещина. Вокруг озера создана парковая зона отдыха, в северной части озера через него переброшен парковый мостик.
В древности представляло собой одну из проток Десны и называлось в летописях Радунь или Радосынь.